# Lijst van voetbalinterlands Denemarken - Oekraïne
Deze lijst van voetbalinterlands is een overzicht van alle officiële voetbalwedstrijden tussen de nationale teams van Denemarken en Oekraïne. De landen speelden tot op heden drie keer tegen elkaar. De eerste wedstrijd, een vriendschappelijk duel, werd  gespeeld in Kopenhagen op 30 april 2003. De laatste ontmoeting, een kwalificatiewedstrijd voor het Wereldkampioenschap voetbal 2006, vond plaats op 30 maart 2005 in Kiev.

## Wedstrijden
| № | Plaats     | Datum            | Competitie           | Wedstrijd             | Uitslag |
| - | ---------- | ---------------- | -------------------- | --------------------- | ------- |
| 1 | Kopenhagen | 30 april 2003    | Vriendschappelijk    | Denemarken – Oekraïne | 1 – 0   |
| 2 | Kopenhagen | 4 september 2004 | WK 2006 kwalificatie | Denemarken – Oekraïne | 1 – 1   |
| 3 | Kiev       | 30 maart 2005    | WK 2006 kwalificatie | Oekraïne – Denemarken | 1 – 0   |

## Samenvatting
| Competitie        | Totaal gespeeld | Winst Denemarken | Gelijk | Winst Oekraïne | Doelsaldo Denemarken – Oekraïne |
| ----------------- | --------------- | ---------------- | ------ | -------------- | ------------------------------- |
| WK-kwalificatie   | 2               | 0                | 1      | 1              | 1 − 2                           |
| Vriendschappelijk | 1               | 1                | 0      | 0              | 1 − 0                           |
| Totaal            | 3               | 1                | 1      | 1              | 2 − 2                           |

Wedstrijden bepaald door strafschoppen worden, in lijn met de FIFA, als een gelijkspel gerekend.

## Details

### Eerste ontmoeting
| Vriendschappelijk (Kopenhagen, Denemarken, 30 april 2003): |              | |
| Denemarken | 1 – 0        | Oekraïne |
| Thomas Gravesen 37' | goals        | |
| Morten Olsen | bondscoach   | Leonid Boerjak |
| Thomas Sørensen Morten Wieghorst René Henriksen Martin Laursen Niclas Jensen Thomas Helveg Thomas Gravesen 76' Claus Jensen 90' Jon Dahl Tomasson 83' Martin Jørgensen 70' Dennis Rommedahl 46' | opstellingen | Dmytro Sjutkov 66' Volodymyr Jezerskyj Andrij Nesmatsjnyj Anatolij Tymosjtsjoek 46' Serhij Kormiltsev Yurij Dmytrulin 90' Andrij Sjevtsjenko 77' Andrij Voronin Serhij Rebrov 81' Andrij Husin 71' Andrij Vorobej |
| Jan Michaelsen 46' Thomas Rasmussen 70' Thomas Kahlenberg 76' Peter Møller 83' Brian Priske 90'                                                                                                 | wissels      | 46' Oleksandr Radtsjenko 66' Serhij Popov 71' Oleksandr Melasjtsjenko 77' Maksym Kalynytsjenko 81' Serhij Serebrennikov 90' Vjatsjeslav Sjevtsjoek                                                                |
| - Debuut van Thomas Kahlenberg (Brøndby IF) en Thomas Rasmussen (FC Nordsjælland) voor Denemarken. - Debuut van Vjatsjeslav Sjevtsjoek (FC Shinnik Jaroslavl) voor Oekraïne.                    |              | |

### Tweede ontmoeting
| WK 2006 kwalificatie (Kopenhagen, Denemarken, 4 september 2004): |              | |
| Denemarken | 1 – 1        | Oekraïne |
| Martin Jørgensen 9' | goals        | 56' Andriy Husyn |
| Morten Olsen | bondscoach   | Oleh Blochin |
| Thomas Sørensen Kasper Bøgelund 44' Christian Poulsen 65' Per Krøldrup Niclas Jensen Thomas Helveg Thomas Gravesen Jesper Grønkjær Jon Dahl Tomasson Martin Jørgensen Peter Madsen 79' | opstellingen | Oleksandr Shovkovskiy Mychajlo Starostjak Andrij Rusol Volodymyr Jezerskyj Andrij Nesmatsjnyj Oleh Sjelajev 67' Andrij Husyn Anatolij Tymosjtsjoek 75' Oleh Hoesjev 83' Andrij Vorobej Andrij Sjevtsjenko |
| Brian Priske 44' Claus Jensen 65' Henrik Pedersen 79' | wissels      | 67' Serhiy Matyukhin 75' Serhiy Zakarlyuka 83' Oleksandr Radchenko |
| Thomas Helveg 24' | gele kaarten | 35' Oleg Goesjev |

### Derde ontmoeting
| WK 2006 kwalificatie (Kiev, Oekraïne, 30 maart 2005): |       |            |
| Oekraïne                                              | 1 – 0 | Denemarken |
| Andrij Voronin 68'                                    | goals |            |